# Holectypus depressus
Espèce
Holectypus depressus est une espèce éteinte d'échinodermes du Jurassique. Elle appartient à la famille éteinte des Holectypidae et à l'ordre des Holectypoida.

## Stratigraphie
Cette espèce a vécu en Europe au Jurassique, de l'Aalénien à l'Oxfordien.